# Victor Moses (baloncestista)
Victor Lee Moses (Lexington, Kentucky 7 de septiembre de 1989) es un jugador de baloncesto estadounidense. Con 2.01 metros de altura, juega en la posición de alero.

## Trayectoria
Tras terminar la universidad se enroló en las filas de los Bowling Green Hornets de la Central Basketball Association.
En octubre de 2013 fichó por el Cheshire Phoenix de la British Basketball League, donde en 28 partidos promedió 22,3 puntos y 12,5 rebotes por partido.
El 15 de septiembre de 2016 refuerza el equipo del Vitória SC de la Liga Portuguesa de Basquetebol. El Vitória fue semifinalista de la liga tras quedar eliminado por el Oporto.
En agosto de 2018 regresa a la British Basketball League fichando por los Newcastle Eagles.
El Fjölnir Reykjavík contrata a Moses en agosto de 2019 para reforzar al equipo de la Domino's deildin islandesa. Victor Moses fue el máximo anotador de la temporada 2019-20, al promediar 22,61 puntos por partido en 18 encuentros.

## Clubes
- Bowling Green Hornets (2013)
- Cheshire Phoenix (2013-2014)
- Panteras de Miranda (2015)
- Vitória SC (2016-2017)
- Newcastle Eagles (2018-2019)
- Fjölnir Reykjavík (2019-2020)